# El Burguet
El Burguet, llamado también Burguet, es un pueblo del municipio español de Senterada, en el Pallars Jussá. Sobre una roca a la derecha del Flamisell a 1078 m de altitud, está situado a 1,2 km. en línea recta de Senterada.
El acceso en vehículo, sin embargo, es bastante más largo, ya que la carretera local que conduce a la población sube haciendo curvas hacia Naens y, poco antes de llegar, tuerce al sudeste para acabar de llegar a Burguet en poco más de cuatro kilómetros.

## Etimología
Según Joan Coromines (op. cit.), este topónimo no viene, como a veces se piensa, de la raíz germánica burg (pueblo), sino de bruc (brezo) en diminutivo: Bruguet, donde se ha producido la metátesis de la r, como es frecuente en catalán antiguo. Se trataría, pues, de un topónimo que proviene del nombre de una planta, el brezo, que es muy abundante en aquel lugar.

## Historia

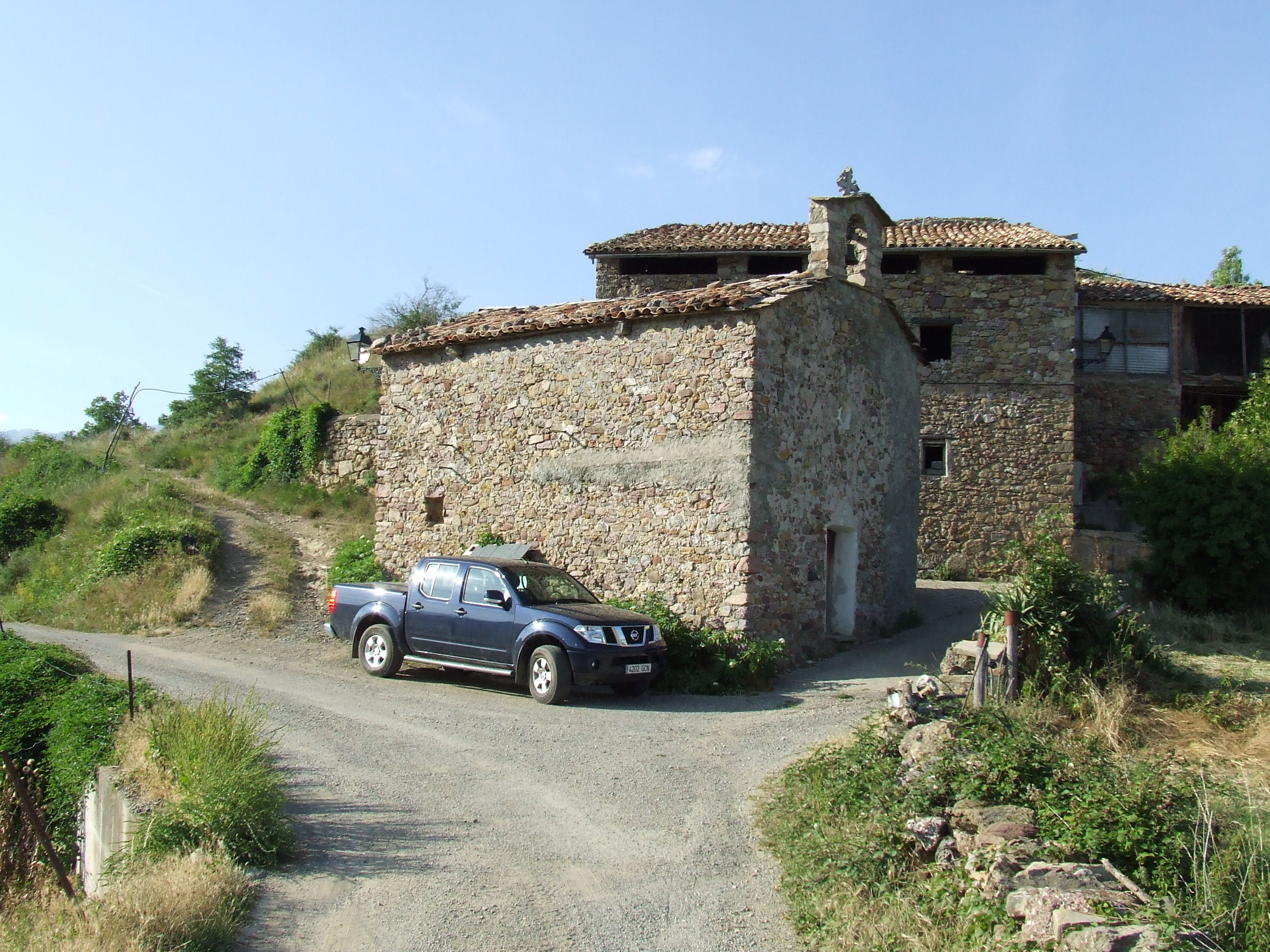
El Burguet.

El Burguet (llamado Casas de Burguet) y Cérvoles constituyeron ayuntamiento propio en 1812, a partir del despliegue de la Constitución de Cádiz, pero con la nueva ley municipal de 1845, en febrero de 1847 tuvieron que agrupar a Senterada al no alcanzar el número mínimo de 30 vecinos (cabezas de familia), necesario para mantener ayuntamiento propio.
En 1831, Casas de Burguet, conjuntamente con Cérvoles, consta con 50 habitantes, dentro del señorío del Conde de Erill.
Pascual Madoz, en el Diccionario geográfico ... de 1845, habla poco específicamente de Burguet, ya que a la hora de dar datos concretos la agrupa con Cérvoles. De Burguet dice, simplemente, que está sobre una colina a media hora de Cérvoles, y que tiene tres casas de mala construcción que se abastecen de las aguas que nacen dentro de su término.
A principios del siglo XX el pueblo constaba de cuatro casas: ca de Carlos, ca de Farrés, ca de Matavino y ca de Perico. En la relación de Ceferí Rocafort (op. cit.), no se habla específicamente de Burguet, sino que la incluye entre las 57 casas repartidas en el término. En 1981 constaban trece habitantes, y en 2005 ya solo había dos.
La iglesia está dedicada a la patrona, Santa Coloma, cuya festividad se celebra el 31 de diciembre. Toda la iglesia parece de época moderna, tanto por el aparato, visible en el exterior, como por las formas constructivas. Es de una sola nave, sin ábside acusado exteriormente, y campanario de espadaña a levante, sobre la puerta de entrada.